# محمد باقر مرادی
محمد باقر مرادی (زاده ۱۸ مرداد ۱۳۶۷ در کرمانشاه) روزنامه‌نگار، فعال سیاسی و مدنی ایرانی است.

## فعالیت‌های سیاسی و بازداشت در ایران
وی از اعضای اصلی و عضو شورای سیاست گذاری سرای قلم بود که در ۹ آبان ۱۳۹۱ در پی حمله نیروهای امنیتی به جلسه سرای قلم در تهران به همراه دیگر اعضا از جمله دکتر مهدی خزعلی و قاسم شعله سعدی بازداشت شد.و بعد از مدت ۲۳ روز که در بند وزارت اطلاعات زندان اوین به سر می‌برد با قرار وثیقه آزاد شد.
محمد باقر مرادی در همان سال توسط قاضی پیرعباسی رئیس شعبه ۲۶ دادگاه انقلاب به اتهام اجتماع و تبانی علیه نظام به ۵ سال حبس محکوم شدو در تیر ماه ۱۳۹۳ توسط اجرای احکام به زندان فراخوانده شد.

## خروج از ایران و پناهندگی
محمد باقر مرادی در همان سال ۹۳ و پس از فراخوانده شدن به زندان، ایران را به مقصد ترکیه ترک کرد و در مرداد ۱۳۹۳ در ترکیه اعلام پناهندگی کرده که چند ماه بعد توسط سازمان ملل پذیرفته شد.

## فعالیت‌ها و ربوده شدن در ترکیه
محمد باقر مرادی در ترکیه به فعالیت سیاسی و مدنی خود ادامه داد و در دی ماه ۱۳۹۶ به عنوان ادمین کانال آمدنیوز شروع به فعالیت کرد.
او بارها مورد تهدید نیروهای امنیتی ایران وترکیه قرار گرفت تا اینکه در ۹ خرداد ۱۴۰۱ برابر با ۳۰ مه ۲۰۲۲ به خواست نیروهای امنیتی ایران توسط سازمان اطلاعات و امنیت ترکیه (میت) ربوده شد.و پس از ۵ ماه تحویل سازمان اطلاعات سپاه داده شد.
در این مدت خانواده محمد باقر مرادی از او کاملاً بی‌خبر بودند و بعد از حدود ۶ ماه در تماس کوتاهی که با خانواده خود داشت اذعان کرد که توسط نیروهای امنیتی ترکیه مورد شکنجه سخت و در سلولی به ابعاد ۱۸۰ در ۱۸۰ با ارتفاع ۱۸۰ و بدون امکانات اولیه حتی نور و استراحت نگهداری شده‌است.
همچنین آقای صالح افه وکیل حقوق بشری در ترکیه وکالت ایشان را بر عهده گرفت و پیگیر مسائل مربوط به این اتفاقات می‌باشد.
در طی ربوده شدن و بی‌خبری از محمد باقر مرادی خانم گلستان قلیچ نماینده مجلس ترکیه در صحن علنی پارلمان ترکیه چندین بار علت بازداشت محمد باقر مرادی و همکاری با نهادهای امنیتی ایران برای بازگرداندن او را از میت و وزیر کشور پرسید.

## تحویل به سپاه و بازداشت دوباره
محمد باقر مرادی بعد از ۶ ماه شکنجه روحی و جسمی در بدترین شرایط ممکن توسط نیروهای امنیتی ترکیه به سازمان اطلاعات سپاه ایران تحویل داده شد.
وی بعد از دو ماه بازجویی توسط اطلاعات سپاه به اتهام همکاری با کانال آمدنیوز تفهیم اتهام شده و در حال حاضر برای اجرای حکم اولیه از بند دو الف سپاه به زندان اوین منتقل شده‌است و در انتظار حکم جدید به سر می‌برد.